# HORIZON WITHOUT BORDERS
HORIZON WITHOUT BORDERS（ホライゾン・ウィズアウト・ボーダーズ）は、日本のクリエイティブ音楽レーベル。ジャンルや国境にとらわれない自由な音楽表現を追求することをコンセプトに、ソロアーティストのKISENA.Hを中心に設立された。

## 概要
HORIZON WITHOUT BORDERSは、2025年に設立され、同年6月にKISENA.Hによる1stシングル『Sepia Gold』の発売およびミュージックビデオ公開を機に本格始動した。レーベルはジャンルレスな活動を標榜し、アーティストのセルフプロデュースを支援するスタンスを掲げている。

## 主な所属アーティスト
- KISENA.H – 作詞・作曲を手がけるシンガーソングライター。その他映像やデザインなど制作全般も手がけている。2025年6月14日にMV、20日にデジタルシングル『Sepia Gold』をリリースした[5][6]。

## ディスコグラフィ

### 2025年
- Sepia Gold（デジタルシングル／作詞・作曲：KISENA.H、配信日：2025年6月20日）[3][4]

## 音楽映像作品
- ミュージックビデオ：「Sepia Gold」

2025年6月14日公開
KISENA.Hによる監督・シナリオ
出演：井本彩花（オスカープロモーション）

## 特徴・活動方針
- ジャンルや国境に縛られない「国境なき地平線」という名の通り、自由な表現活動の場を提供するレーベル運営[1][2]。
- 所属アーティストは制作からビジュアル・演出までをセルフプロデュースできる体制を重視している[1][2]。